# Gvardisträsken
Gvardisträsken är varandra näraliggande sjöar i Sorsele kommun i Lappland och ingår i Umeälvens huvudavrinningsområde.
- Gvardisträsken (Sorsele socken, Lappland, 725623-157443), sjö i Sorsele kommun, 65°23′51″N 17°24′21″Ö / 65.3976°N 17.4057°Ö (13,7 ha)
- Gvardisträsken (Sorsele socken, Lappland, 725638-157504), sjö i Sorsele kommun, 65°23′59″N 17°25′05″Ö / 65.3997°N 17.4181°Ö (8,93 ha)